# إمامة علي وولايته
إمامة وولاية علي بن أبي طالب تشير إلى المكانة الروحية لعلي (الإمام الشيعي الأول والخليفة الرابع عند السنة) ودوره في تعليم الدين الحق وإقامة الشريعة الإسلامية بعد النبي محمد. إن خلافة علي بن أبي طالب من سنة 35 إلى سنة 40 هـ (656-661 م) في التاريخ الرسمي ليست موضوع هذه المقالة.
وفيما يتعلق بخلافة علي، فإن المؤرخين وعلماء التاريخ الإسلامي قد قبلوا بشكل عام وجهة نظر أهل السنة أو رفضوا حقيقة الأمر باعتبارها غير قابلة للاكتشاف. ومن المؤرخين الذين انحرفوا عن هذا التقليد الشائع ويلفرد مادلونج. في موسوعة الإسلام، يعتبر ويلفرد مادلونج أن الادعاءات الشيعية الرئيسة هي وجهة نظر علي نفسه لأنه يعتقد أن علي اعتبر نفسه الشخص الأكثر جدارة بالخلافة مقارنة بالصحابة الآخرين، وألقى باللوم على المجتمع الإسلامي بأكمله لابتعادهم عنه، ولكن في الوقت نفسه أشاد علي بأبي بكر وعمر كخلفاء وأدان تدمير شخصيتهما. يعتقد مادلونج أنه بما أن الخلافة الوراثية كانت شائعة في العادات العربية في ذلك الوقت، وخاصة قبيلة قريش، وشدد القرآن على أهمية الروابط الدموية بين الأنبياء، وخاصة أهل البيت، وأن الأنصار دعموا خلافة علي، فقد علم أبو بكر أنه سيتم تشكيل مجلس ويؤدي إلى انتخاب علي خليفة، ولهذا السبب قاد التيارات السياسية بطريقة محسوبة ليصبح الخليفة بنفسه. من ناحية أخرى، تشك لورا فيشيا فاجلييري في موسوعة الإسلام في أن علي كان يأمل حقًا في خلافة النبي، لأن العرب كانوا يختارون زعيمهم تقليديًا من بين الشيوخ، وكان علي يبلغ من العمر ثلاثين عامًا فقط في ذلك الوقت وبالتالي فقد افتقر لمؤهل العمر اللازم لخلافة النبي محمد وفقًا للتقاليد العربية؛ تعتقد فاجلييري أن الشيعة، من خلال سرد أو تفسير الكلمات المنسوبة إلى محمد، يصرون على أن النبي كان ينوي اختيار علي خليفته، في حين ترى أنه لا شك في أنه في وقت مرضه الأخير، لم يعلق محمد على خليفته.
يكتب ويلفرد مادلونج أن عليًّا لم يكن ليتمنى أن يصبح خليفة بسبب قرابته من النبي محمد؛ لأن قريش لم تؤيد جمع نبي وخليفة في نفس الفرع القُرشي الواحد. يعتقد مادلونغ أن هذا ليس من نوع "الانقلاب الذي نفذه أبو بكر وعمر" في حادثة السقيفة، بل نابع من غيرة قريش العميقة تجاه علي؛ لذلك، كان من الممكن أن تكون فرصة علي الوحيدة لإدارة شؤون المسلمين هي مشاركته الكاملة في المجلس الذي أسسه عمر. يروي ابن عباس أن عمر أخبره في مكان ما أن عليًا هو في الواقع الشخص الأجدر بخلافة محمد، لكننا كنا نخشى منه لسببين. عندما سأل ابن عباس عمر بشغف عن هذين السببين، أجاب عمر أن الأول هو صغر سنه والثاني هو اهتمام علي الكبير ببني هاشم. وبحسب هذه الرواية فإن كل طموحات علي وأنصاره في إقامة الخلافة تحولت إلى يأس. وفي هذا الجواب يشير عمر إلى حادثة السقيفة. وفي هذه الحالة يشير عمر إلى اعتقاده في تشكيل المجلس كأساس لتعيين الخليفة، وعمليًّا، ينكر أي تعيين لخليفة دون مشاورة؛ وبالتالي، لم يكن من الممكن احتكار الخلافة من قبائل معينة، وكانت ملكا لجميع فروع قريش.

## ولاية وإمامة علي في القرآن والحديث

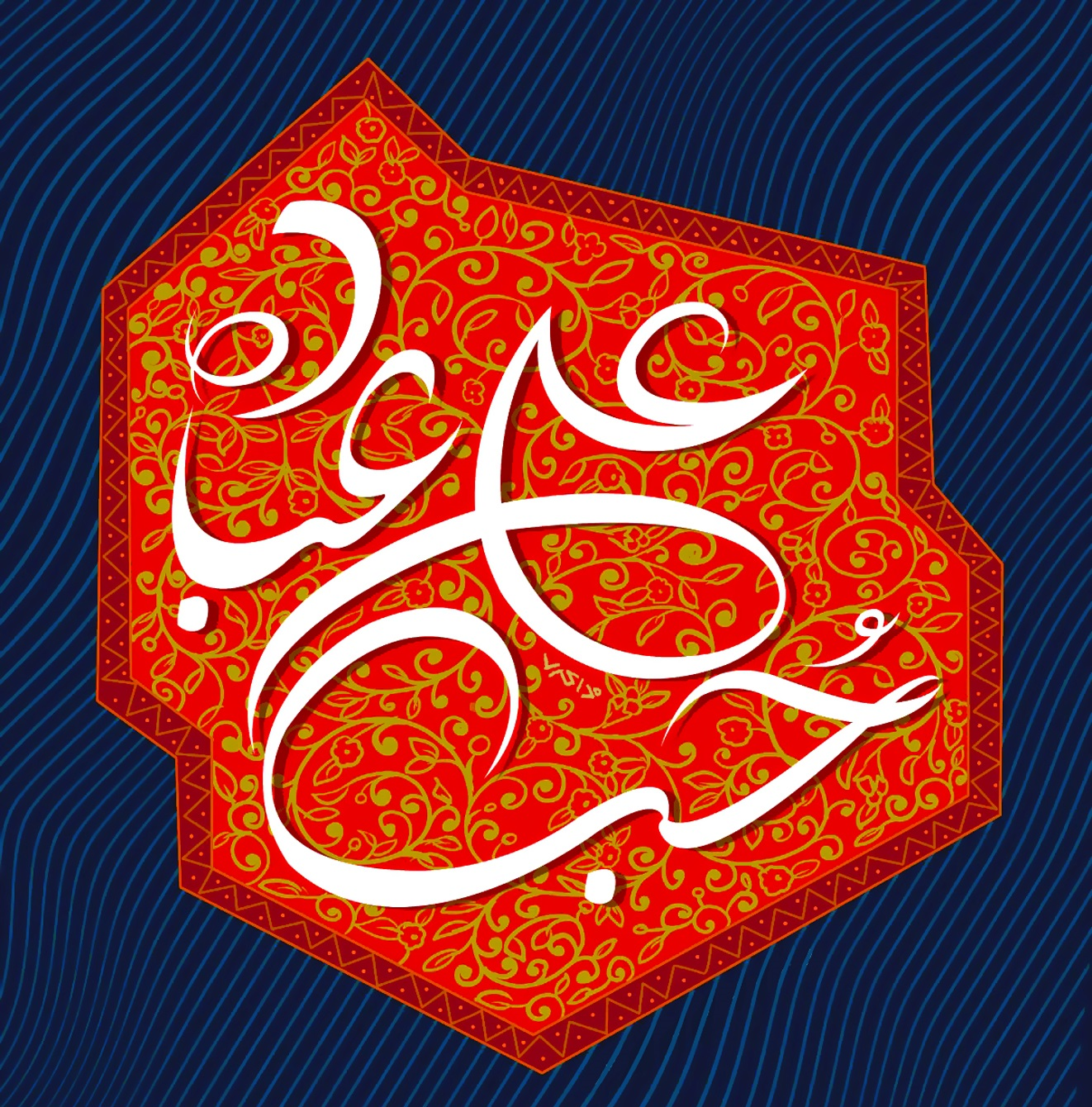
' :يعتقد الشيعة أن حب علي هو العبادة نفسها.

## الوصاية المحمدية
في حين أن النبي محمد يحمل منصب النبوة والوصاية في نفس الوقت، فإن علي هو الوصي الكامل، ومن هنا جاء تسميته "ولي الله". كما يقول حيدر آملي، فإن الولاية هي الباطن والجانب الداخلي للنبوة. يقول هنري كوربان أنه كما أن مظهر النبوة يجب أن ينتهي في شخص، وهذا الشخص هو محمد، فإن المظهر الداخلي لما هو الولاية يجب أن ينتهي أيضًا في ظهور شخص أرضي. هذا الشخص هو علي، الذي لديه أقرب القرب الروحي من محمد. أي أن الولاية المحمدية هي الجانب الباطني والخفي من نبوة جميع الأنبياء والتي ظهرت مع علي.
ولهذا فإن أغلب الطرق الصوفية تعود بأصولها الروحية إلى علي وتنطلق منه. ويقول هنري كوربين أنه حتى لو كان هناك خلاف في الاستشهاد التاريخي بهذه السلالات الروحية، فإنه يشير أكثر إلى نيتهم في الاتصال بأصل الولاية.

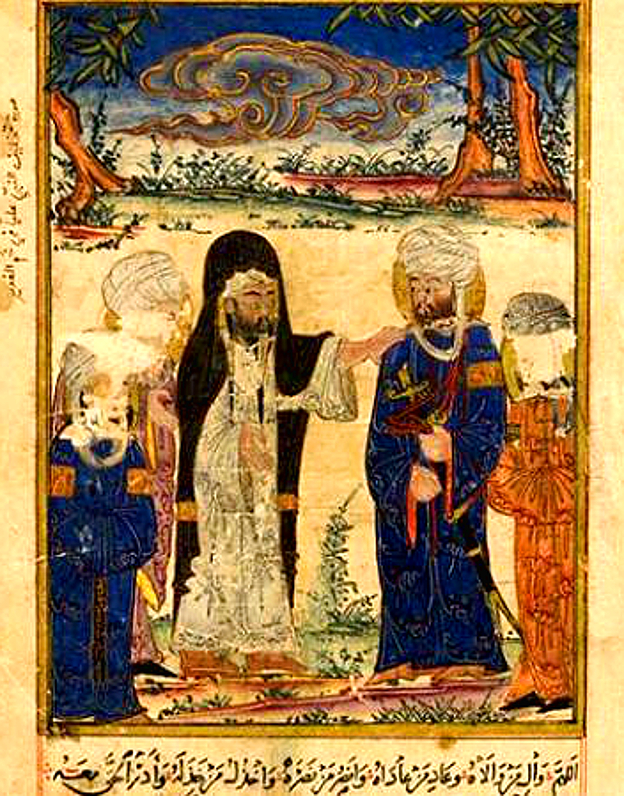
منمنمة تعيين علي وصيًّا من النبي محمد في غدير خم، من كتاب الآثار الباقية من القرون الماضية للبيروني، 1307 أو 1308 م.

## بيان الإمامة والولاية
عندما عاد النبي محمد، من حجة الوداع في عام 632 م، ألقى خطبة عن علي قائلًا: (اللهمَّ من كنت مولاهُ فعليٌّ مولاه اللهمَّ والِ مَن والاه وعادِ مَن عاداه وانصرْ من نصرَه). فسّر الشيعة والسنة الخطبة بشكل مختلف للغاية. وبحسب رواية الفريقين، قال محمد إن عليًّا هو وصيي وأخي، ومن يقبل ولاية النبي محمد فعليه أن يقبل ولاية علي. يرى الشيعة أن هذا التعبير يعني تعيين علي خليفة للنبي والإمام الأول. أما أهل السنة فيعتبرون هذا الكلام مجرد تعبير عن قرب النبي من علي، وتعبيرًا عن رغبته في أن يخلفه علي، باعتباره ابن عمه وابنه بالتبني، في مسؤولياته العائلية بعد وفاته.

## نسبة الخلافة والولاية والإمامة
علي هو الخليفة الرابع في تاريخ الإسلام. ولكن ما حدث تاريخيًّا لا يؤثر في الإمامة. كما أن غيرهم من الذين تولوا الخلافة لا يستفيدون من الإمامة. وأيضًا فإن عدم وجود الخلافة لا يقلل من رتبة الإمام. ويقول هنري كوربين إن الإمامة في المذهب الشيعي تتجاوز مجرد التنافس بين العائلات على السلطة. الإمامة لا تتوقف على اعتراف الناس وقبولهم. بل هي مُتجذر في القدرة من الله للإمام، والتي لا يستطيع الناس فهمها.

## التمايز التاريخي بين شيعة علي
ويقول ولفرد مادلونغ أنه بعد أن افترق الخوارج بايع علي أنصاره مرة أخرى على أساس الولاية لعلي. وهذه المرة، فعلوا ذلك إشارةً لحديثين، الأول حديث غدير المذكور أعلاه، والآخر هو حديث النبي محمد عن علي (فهذا وَلِيُّ مَن أنا مَوْلاه)، وقد تعاهدوا على أن يُوالوا عليًّا ويُعادوا من عاداه. قال علي إن الالتزام بسنة النبي محمد يجب أن يُضاف إلى شرط البيعة، لكنه لم يقبل سنتي أبي بكر وعمر كشرط للبيعة. ولكن الخوارج قالوا إن البيعة يجب أن تكون على أساس القرآن وسنة محمد مع أبي بكر وعمر، وليس على ولاية شخص معين. ولعل عليًّا في هذا الوقت أعلن حديث غدير خم وطلب من الناس الذين شهدوا غدير خم أن يشهدوا. شهد اثنا عشر أو ثلاثة عشر من الصحابة أنهم سمعوا الحديث من محمد بأن عليًّا هو "الولي".
وفي السنوات التالية، وخاصة بعد سقوط مصر وقتل شيعته (أنصاره) فيها، أعرب علي بشكل أكثر صراحة عن آرائه، بما في ذلك حول الخلفاء السابقين وحقه في خلافة النبي محمد، في رسالة إلى خمسة من شيعته، نصها موجودة في كتاب القارات لإبراهيم بن محمد الثقفي الكوفي.

## طالع أيضًا
- علي في القرآن
- اغتيال علي
- عيد الغدير
- التسلسل الزمني لحياة علي

## روابط خارجية
- من ولاية علي بن أبي طالب (ع) إلى عودة الإمام المهدي (عج)
- دراسة آيات ولاية علي (ع) في المصادر السنية
- ولاية الإمام علي
- إمامة علي في الروايات
- الإمامة يجب أن تكون من الله